# Église Saint-Ignace de Paris
Pour les articles homonymes, voir Église Saint-Ignace.
L'église Saint-Ignace  est une grande chapelle catholique située au 33 rue de Sèvres dans le 6e arrondissement de Paris. Elle est dédiée à saint Ignace de Loyola, fondateur de la Compagnie de Jésus. 
L'église Saint-Ignace, initialement église de l'Immaculée-Conception, fut construite de 1855 à 1858 d'après les plans dessinés par le père-architecte jésuite Magloire Tournesac (1805-1875). Elle est de style néo-gothique.

## Description
Cette chapelle, dont les services pastoraux et liturgiques sont assurés par les jésuites sans qu'elle soit pour autant une paroisse, jouxte le Centre Sèvres, faculté de philosophie et de théologie des jésuites à Paris. Elle ne possède pas de façade apparente sur rue.

## Galerie

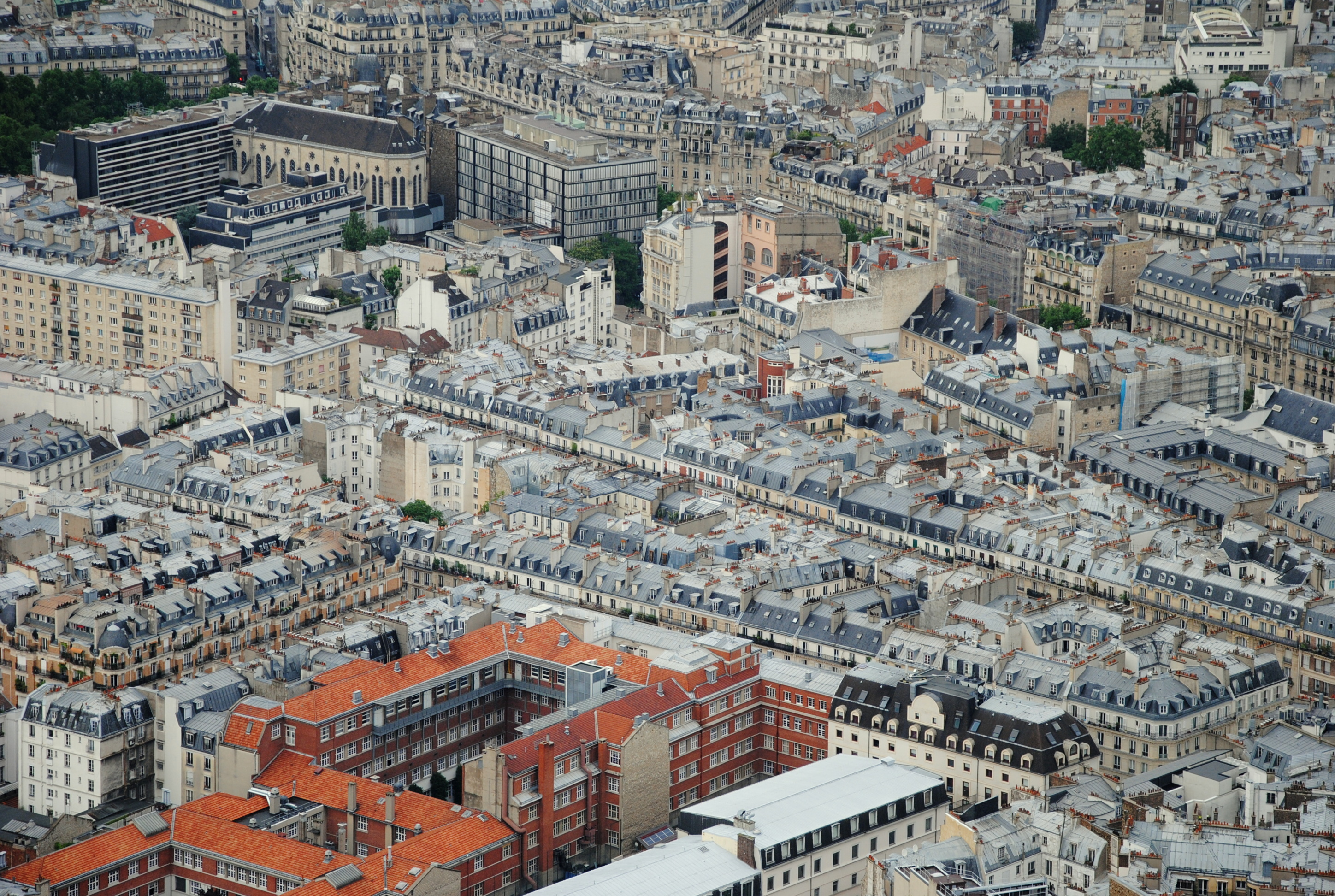
L'église en haut et à gauche de l'image.
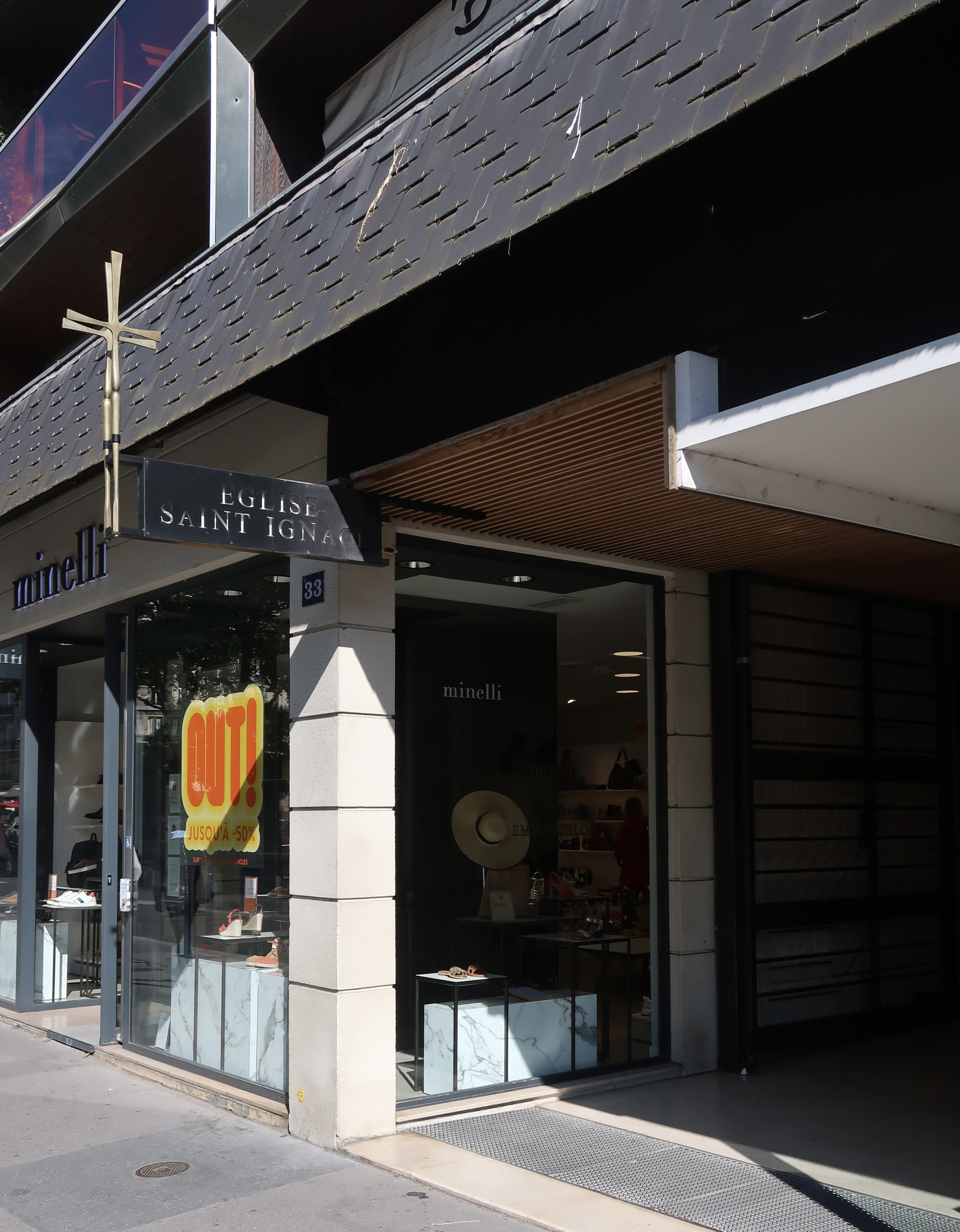
L'entrée sur la rue de Sèvres.
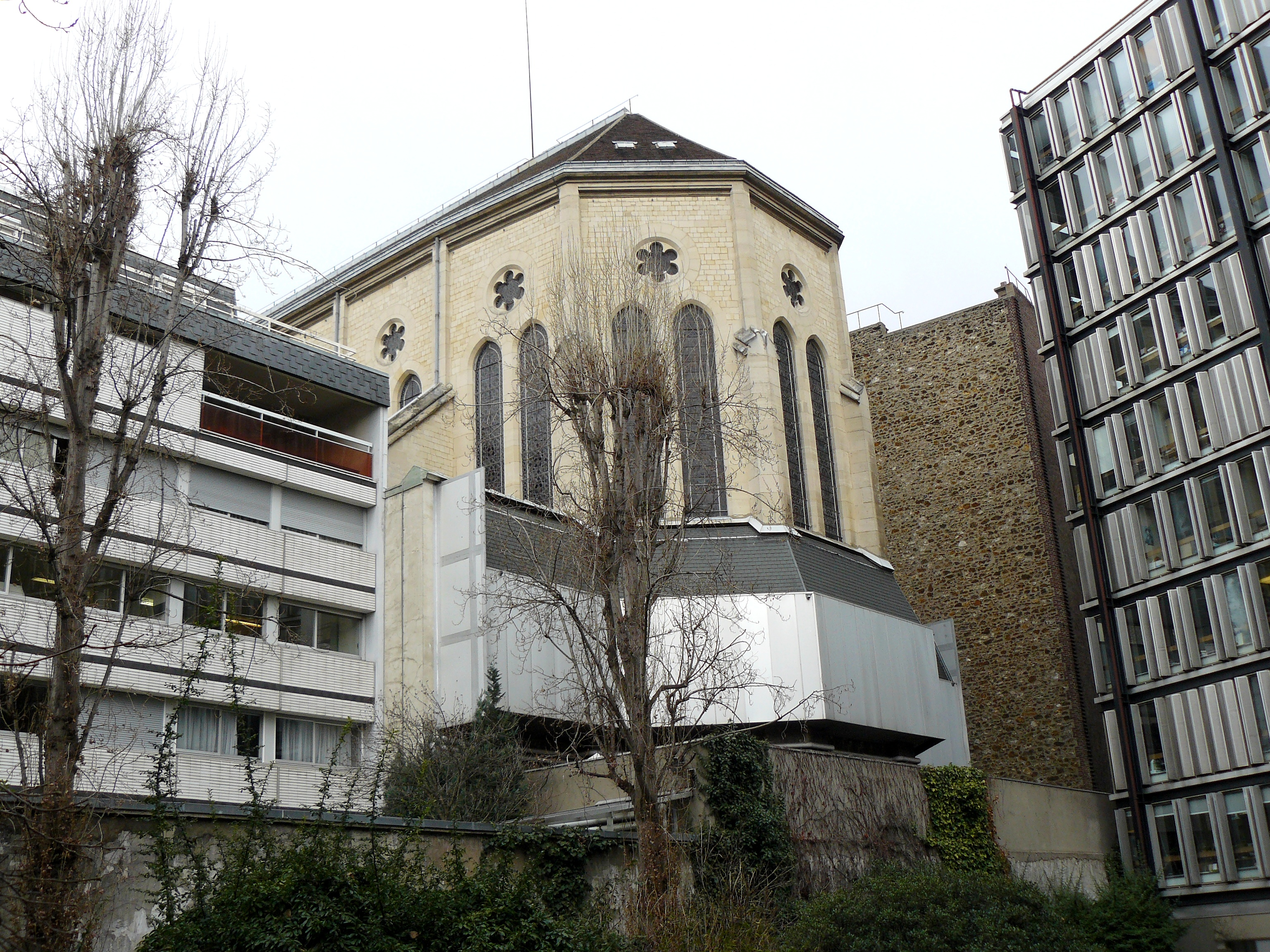
L'abside, non visible de la rue.
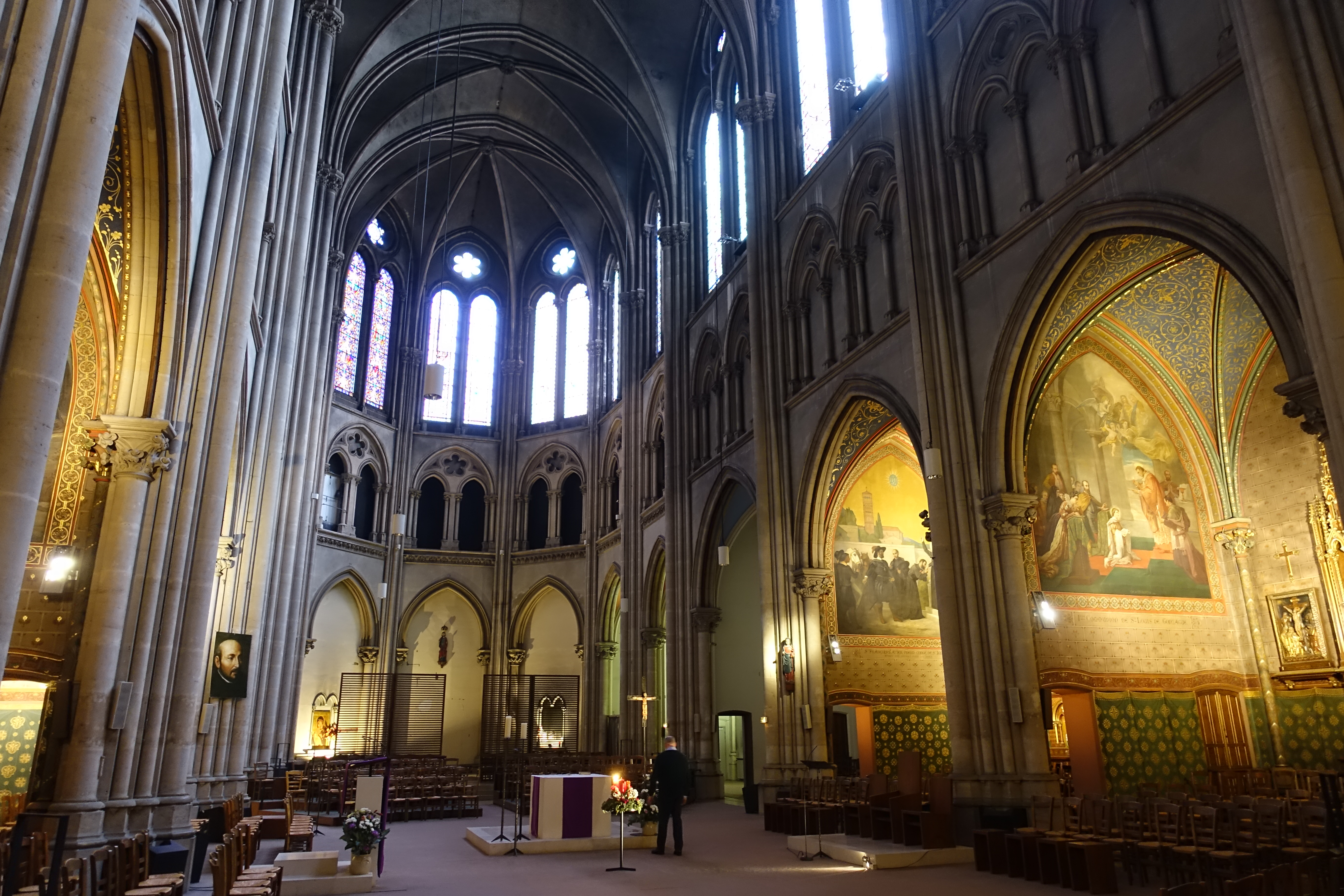
Le chœur et des chapelles latérales.
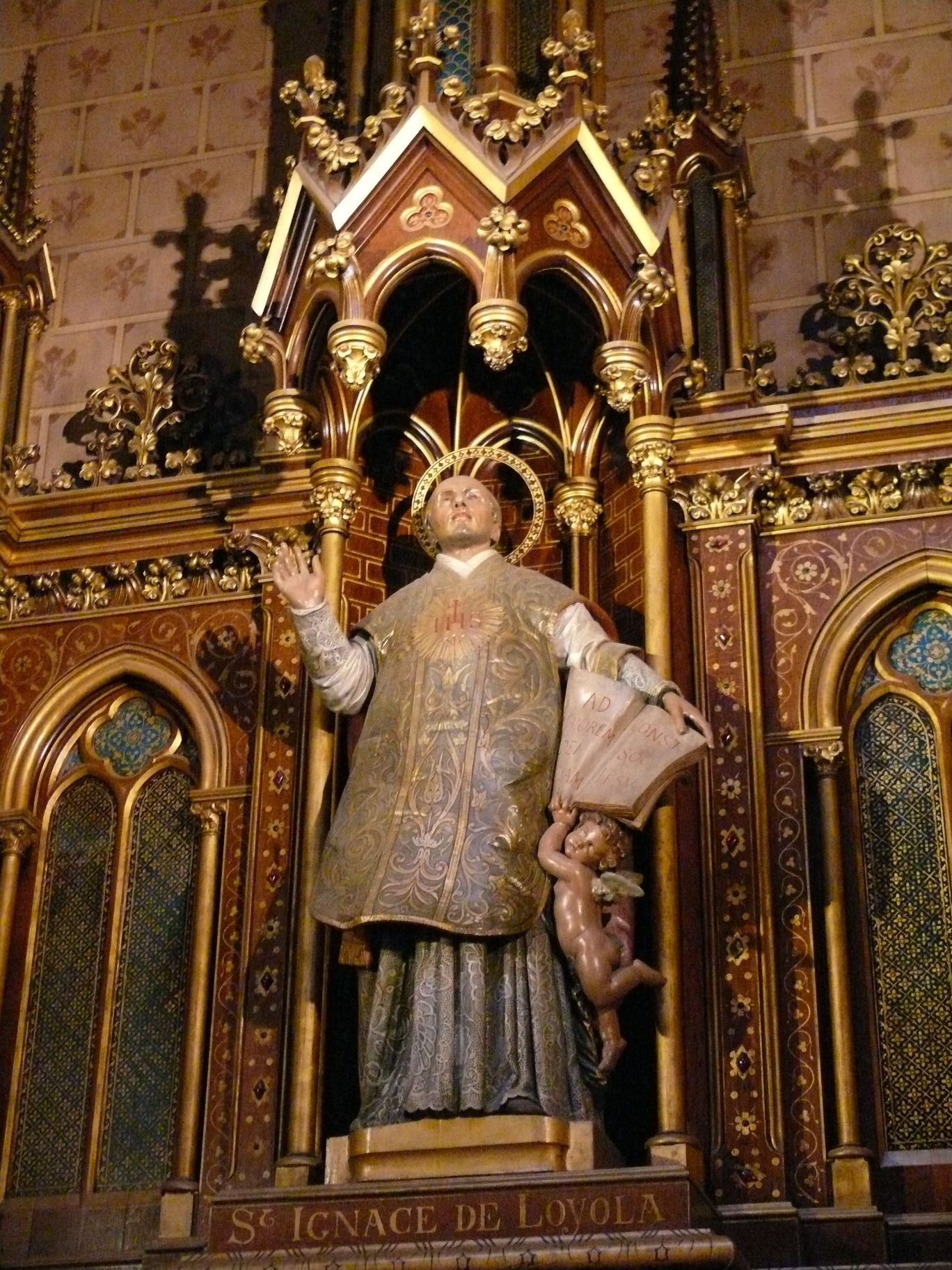
Statue de saint Ignace de Loyola.
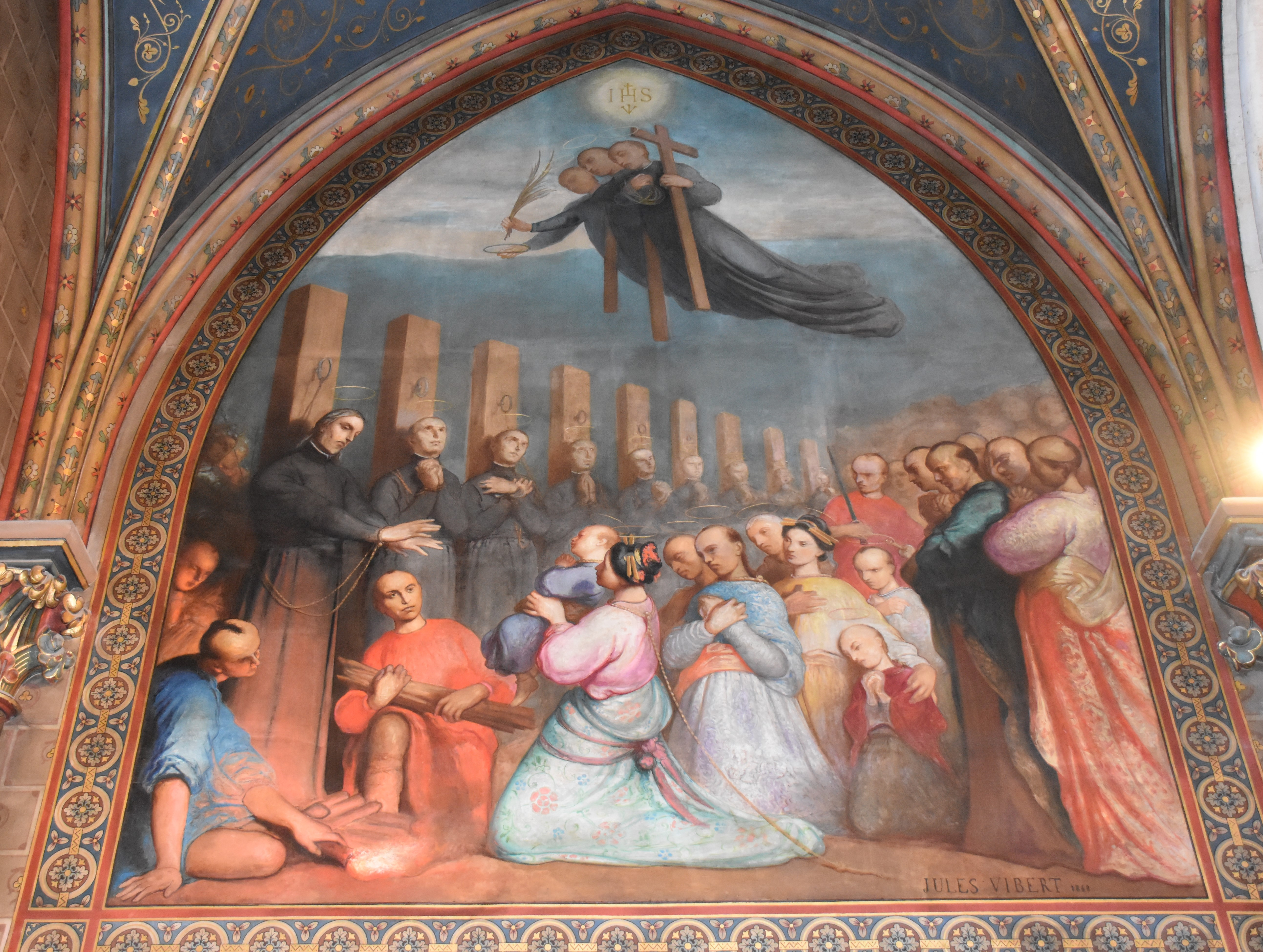
Bienheureux martyrs de la Compagnie de Jésus au Japon Jules Vibert (1868).